# 목천신호소
목천신호소(Mokcheon Signal Box, 木川信號所)는 전북특별자치도 익산시 목천동에 위치한 장항선과 익산삼각선의 신호소다. 익산삼각선이 분기하는 곳이다.

## 역사
- 2020년 11월 24일 : 철도거리표 고시[1]